# Har Sasa
Har Sasa (hebrejsky: הר סאסא) je hora o nadmořské výšce 854 metrů v severním Izraeli, v Horní Galileji.
Nachází se 1 kilometr severozápadně od vesnice Sasa, severně od lokální silnice 899, která ze Sasy vybíhá k západu, směrem do obce Matat. Má podobu zalesněného návrší. Z úbočí hory stékají četná vádí. Na severovýchodní straně je to Nachal Sasa, na severu Nachal Godrim a na východní straně Nachal Co'ar. To začíná v sníženině mezi Har Sasa a sousední horou Har Adir (1006 m n. m.), která leží 1,5 kilometrů východně odtud. V prostoru mezi oběma horami stojí stará pevnost zbudovaná zde za britského mandátu ve 40. letech 20. století. Na jihovýchodním úpatí hory se rozkládá menší sezónní jezero Brejchat Sasa (בריכת סאסא). Turisticky využívaná je jeskyně Ma'arat Pa'ar (מערת פער, arabsky Šejch Vahib), která se nachází poblíž pramenišť Nachal Co'ar a je vyhlášena za přírodní rezervaci.